# Herbetswil
Herbetswil is een gemeente en plaats in het Zwitserse kanton Solothurn en maakt deel uit van het district Thal.

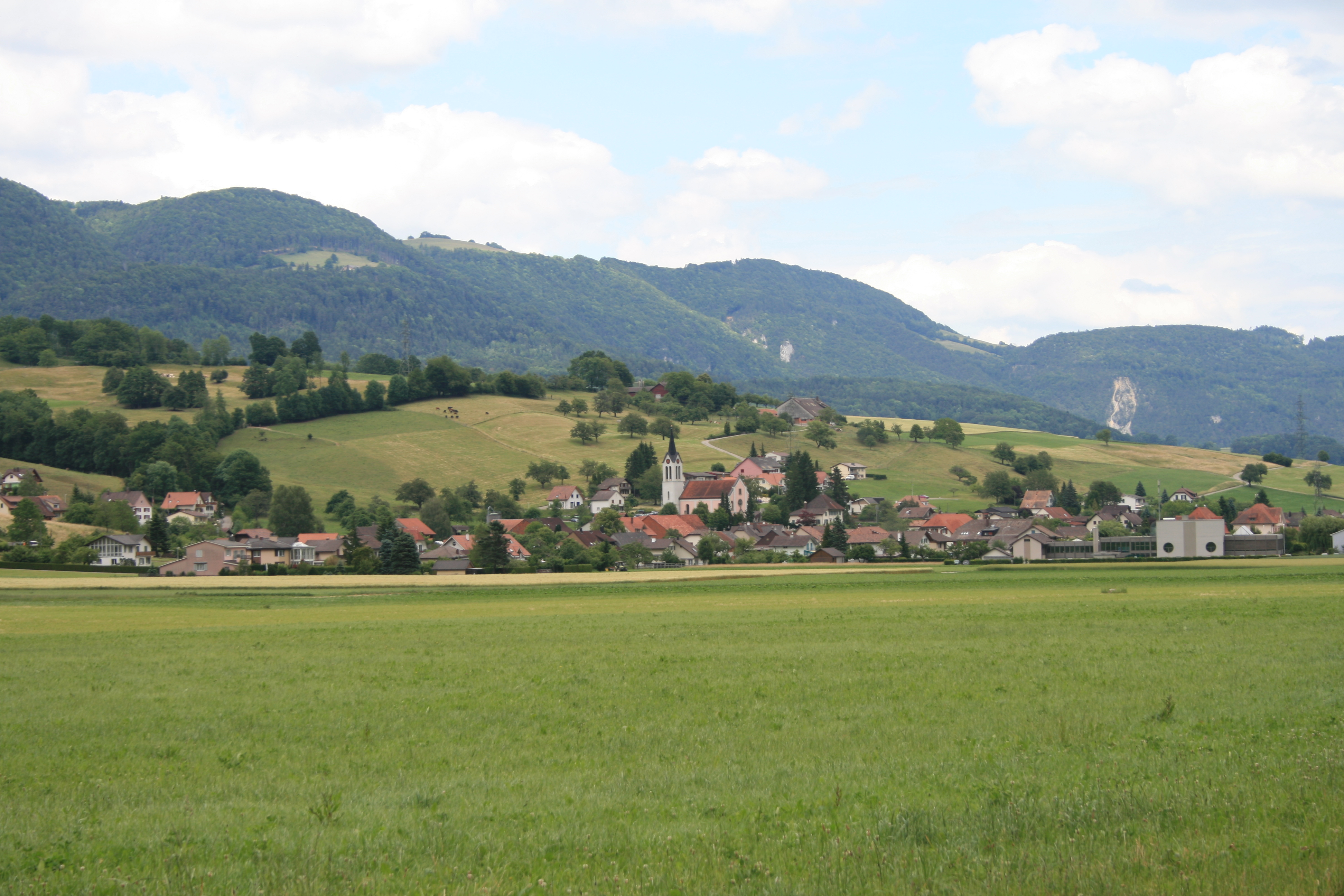
Herbetswil

Herbetswil telt 585 inwoners.